# アレキサンダー・シュライハー
アレキサンダー・シュライハー（Alexander Schleicher）はドイツのフルダ近郊のポッペンハウゼンに本社を置く滑空機メーカー。
初心者用の練習機から本格的な競技用まで様々な機種を製造している。
モーターグライダーも製造しているが、ASH 25やASH 26などロータリーエンジンを採用した機体もある。
同じドイツのユビ社でライセンス生産された機体もあるが、一部仕様が異なる。

## 主な製造機体
設計者別に列挙する。
初期の著名な機種はルドルフ・カイザーによって設計された。
- Ka 4（複座練習機）
- Ka 6（スタンダードクラス）
- Ka 7（複座練習機）
- Ka 8（スタンダードクラス）
- ASK 13（複座練習機）
- ASK 14（単座TMG）
- ASK 16（複座TMG）
- ASK 18（クラブクラス）
- ASK 21（複座練習機）
- ASK 23（クラブクラス）

ガラス繊維や炭素繊維などの複合材料を最初に使用したのは、ゲルハルト・ワイベルの設計した単座グライダーだった。
- ASW 12（オープンクラス）
- ASW 15（スタンダードクラス）
- ASW 17（オープンクラス）
- ASW 19（スタンダードクラス）
- ASW 20（15mクラスだが、延長翼端付きのものもある）
- ASW 22（オープンクラス）
- ASW 24（スタンダードクラス）
- ASW 27（15mクラス）
- ASW 28（スタンダードクラスだが、翼幅18m用の翼端を取り付けられるものもある）

マーティン・ハイデ、マイケル・グライナーは下記の機体を設計している。
- ASH 25（オープンクラス複座機）
- ASH 26（18mクラス）
- ASG 29（15mクラス・18mクラス）
- ASH 30 Mi（オープンクラス複座機・動力付き・ASH25の後継）
- ASH 31 Mi（オープンクラス・動力付き・ASH26の後継）
- ASG 32（複座クラス）
- AS33 （15mクラス・18mクラス）
- AS34 (スタンダードクラス、翼長18mに延長可能)
- AS35 (オープンクラス、翼長18mに交換可能。ASH31の後継機。)

2018年7月、アレキサンダー・シュライハーはASG 29の後継機として15mクラス・18mクラスの両方に対応した高性能グライダー AS 33 を開発していることを発表した。